# Hrvoje Milić
Hrvoje Milić, född 10 maj 1989 i Osijek i Jugoslavien (nuvarande Kroatien), är en kroatisk fotbollsspelare som spelar för Esteghlal.

## Karriär
Milić skrev i början av mars 2009 på för fyra säsonger med Djurgårdens IF som han hade provspelat för sedan 15 januari. Milić fick ta över tröjnummer 19, som varit ledigt sedan slutet av 2008 då Thiago Quirino da Silva lämnade klubben. I mitten av 2010 fick Milic ta en "time-out" från Djurgården och leta efter en ny klubb, vilket innebar att han inte var tillgänglig under 2010 års avslutande fas av Allsvenskan.